# Menophra trypanaria
Menophra trypanaria är en fjärilsart som beskrevs av Edward P. Wiltshire 1948. Menophra trypanaria ingår i släktet Menophra och familjen mätare. Inga underarter finns listade i Catalogue of Life.